# Blue Jasmine
Pour plus de détails, voir Fiche technique et Distribution.
Blue Jasmine, ou Jasmine French au Québec, est un film américain écrit et réalisé par Woody Allen sorti en 2013.

## Synopsis
Jasmine, qui se prénomme en réalité Jeannette, a vécu une vie luxueuse, à Park Avenue, mondaine et oisive ; elle est l'épouse de Hal Francis, riche homme dʼaffaire new-yorkais. Tout sʼest écroulé brutalement lorsquʼil est apparu que Hal était un escroc ; arrêté, il sʼest suicidé en prison, la laissant sans un sou et criblée de dettes. Lorsquʼil a découvert les malversations de son père et la complicité passive de sa belle-mère, qui signait tout ce que lui demandait Hal sans comprendre les montages financiers, le fils de Hal, Danny, a quitté la maison sans laisser d'adresse.
Jasmine, qui entend refaire sa vie et trouver du travail après une grosse dépression et des électro-chocs, se rend à San Francisco auprès de sa sœur Ginger, mère divorcée avec deux enfants, vendeuse dans un supermarché. Celle-ci conserve une rancœur encore vive envers sa sœur et Hal : quelques années auparavant, son ex-mari Augie et elle avaient gagné 200 000 $ à la loterie, un gain qui aurait pu changer leur train de vie, mais Jasmine les a convaincus de confier cet argent à Hal pour faire fructifier lʼinvestissement et ils ont tout perdu. Ginger fréquente un mécanicien nommé Chili, que Jasmine méprise ouvertement.
Rêvant de trouver un emploi comme décoratrice dʼintérieur, Jasmine souhaite suivre une formation par internet mais doit dʼabord suivre des cours dʼinformatique, quʼelle tente péniblement de combiner avec un emploi de jour comme secrétaire d'un dentiste. Ce dernier lui faisant des avances de plus en plus pressantes, elle quitte son emploi.
Lors dʼune fête, Ginger a une aventure avec un autre homme, Alan. Chili en est informé et rompt violemment avec Ginger. Lorsque Ginger apprend quʼAlan est marié et nʼest en réalité pas disponible, elle revient auprès de Chili.
À cette même fête, Jasmine fait la connaissance de Dwight Westlake, un homme riche, élégant et veuf, désirant rencontrer une femme qui pourrait l'accompagner dans sa carrière de diplomate. Sentant que ceci est une chance unique pour elle, Jasmine ment sur plusieurs aspects de sa vie privée et de son passé, prétendant qu'elle exerce le métier de décoratrice d'intérieur, qu'elle nʼa pas d'enfant et que son ancien mari était un chirurgien mort dʼune crise cardiaque. Leur idylle prend forme et Dwight espère l'épouser très prochainement. Quelque temps après, alors quʼils se rendent chez un joaillier pour choisir la bague de fiançailles, ils croisent fortuitement Augie, qui révèle devant Dwight l'existence du fils de Hal, les escroqueries de son mari et son suicide. Dwight est bouleversé par les mensonges de Jasmine et rompt la promesse de mariage. Jasmine revoit son beau-fils brièvement, il la hait pour avoir dénoncé son père au FBI après avoir appris ses multiples infidélités et sa décision de divorcer.
La scène finale voit Jasmine, errant de manière hagarde dans les rues de San Francisco, désemparée et parlant dans le vide.

## Fiche technique
- Titre original : Blue Jasmine
- Titre québécois : Jasmine French
- Réalisation : Woody Allen
- Scénario : Woody Allen
- Direction artistique : Santo Loquasto
- Décors : Michael E. Goldman et Doug Huszti
- Costumes : Suzy Benzinger
- Montage : Alisa Lepselter
- Musique : Christopher Lennertz
- Photographie : Javier Aguirresarobe
- Production : Letty Aronson, Stephen Tenenbaum et Edward Walson
- Sociétés de production : Perdido Productions
- Sociétés de distribution :  Sony Pictures Classics
- Pays de production :  États-Unis
- Langue : anglais
- Durée : 98 minutes
- Format : Couleurs - 35 mm - 2,35:1 - Son Dolby numérique
- Genre : Drame
- Dates de sortie :
  - USA : 26 juillet 2013
  - France : 25 septembre 2013

## Distribution

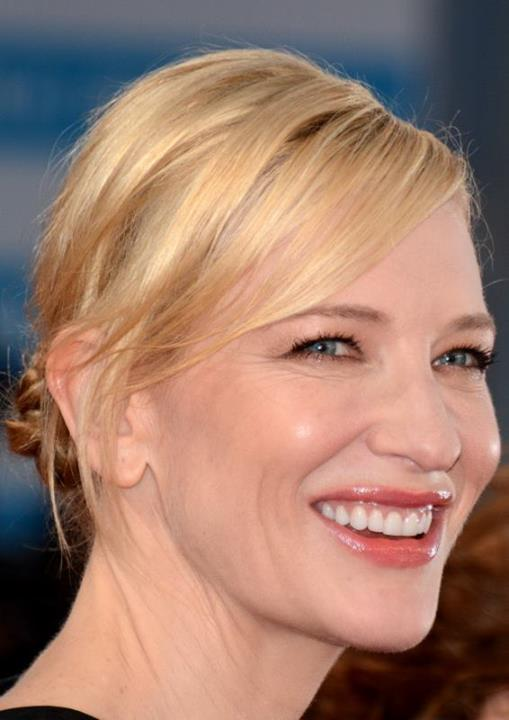
La tête d'affiche Cate Blanchett à la première du film au festival du cinéma américain de Deauville 2013.

- Cate Blanchett (V. F. : Juliette Degenne) : Jeannette « Jasmine » Francis
- Sally Hawkins (V. F. : Véronique Alycia) : Ginger, la sœur de Jasmine
- Alec Baldwin (V. F. : Bernard Lanneau) : Hal Francis, le mari de Jasmine
- Bobby Cannavale (V. F. : Adrien Antoine) : Chili, l'amoureux de Ginger
- Peter Sarsgaard (V. F. : Bruno Choël) : Dwight Westlake, le fiancé de Jasmine
- Alden Ehrenreich (V. F. : Alexis Tomassian) : Danny, le fils de Hal et Jasmine
- Charlie Tahan : Danny jeune
- Michael Stuhlbarg (V. F. : Pierre Tessier) : Dr Flicker, le dentiste
- Louis C.K. (V. F. : Xavier Fagnon) : Alan, l'ingénieur du son et flirt de Ginger
- Max Casella (V. F. : Damien Ferrette) : Eddie, l'ami de Chili
- Tammy Blanchard : Jane
- Glenn Fleshler (en) (V. F. : Michel Voletti) : Randy
- Conor Kellicut (V. F. : Jérôme Keen) : Dave
- Andrew Dice Clay (V. F. : Paul Borne) : Augie, l'ex de Ginger
- Barbara Garrick : une amie de Jasmine et Hal

Source et légende : Version française (V. F.) sur AlloDoublage
- Version française 
  - Société de doublage : Dôme Productions
  - Direction artistique : Philippe Carbonnier

## Box-office
| Pays ou région | Box-office        | Date d'arrêt du box-office | Nombre de semaines |
| -------------- | ----------------- | -------------------------- | ------------------ |
| États-Unis     | 33 405 481 $,     | 3 avril 2014               | 36                 |
| France         | 1 454 894 entrées | 18 février 2014            | 21                 |
| Monde          | 97 505 481 $      | 27 avril 2014              | -                  |

## Distinctions

### Récompenses
- Boston Online Film Critics Association Awards 2013 : meilleure actrice pour Cate Blanchett
- Chicago Film Critics Association Awards 2013 : meilleure actrice pour Cate Blanchett
- Dallas-Fort Worth Film Critics Association Awards 2013 : meilleure actrice pour Cate Blanchett
- Florida Film Critics Circle Awards 2013 : meilleure actrice pour Cate Blanchett
- Online Film Critics Society Awards 2013 : meilleure actrice pour Cate Blanchett
- New York Film Critics Circle Awards 2013 : meilleure actrice pour Cate Blanchett
- Phoenix Film Critics Society Awards 2013 : meilleure actrice pour Cate Blanchett
- San Diego Film Critics Society Awards 2013 : meilleure actrice pour Cate Blanchett
- San Francisco Film Critics Circle Awards 2013 : meilleure actrice pour Cate Blanchett
- Southeastern Film Critics Association Awards 2013 : meilleure actrice pour Cate Blanchett
- St. Louis Film Critics Association Awards 2013 : meilleure actrice pour Cate Blanchett
- Washington D.C. Area Film Critics Association Awards 2013 : meilleure actrice pour Cate Blanchett
- Toronto Film Critics Association Awards 2013 : meilleure actrice pour Cate Blanchett

- AACTA International Awards 2014 : meilleure actrice pour Cate Blanchett
- British Academy Film Awards 2014 : meilleure actrice pour Cate Blanchett
- Critics' Choice Movie Awards 2014 : meilleure actrice pour Cate Blanchett
- Oklahoma Film Critics Circle Awards 2014 : meilleure actrice pour Cate Blanchett
- Georgia Film Critics Association Awards 2014 : meilleure actrice pour Cate Blanchett
- Golden Globes 2014 : meilleure actrice dans un film dramatique pour Cate Blanchett
- London Film Critics Circle Awards 2014 : actrice de l'année pour Cate Blanchett
- National Society of Film Critics Awards 2014 : meilleure actrice pour Cate Blanchett
- Vancouver Film Critics Circle Awards 2014 : meilleure actrice pour Cate Blanchett
- Satellite Awards 2014 : meilleure actrice pour Cate Blanchett
- Screen Actors Guild Awards 2014 : meilleure actrice pour Cate Blanchett
- Prix de l'adaptation en sous-titrage 2013-2014 (catégorie « film anglophone ») attribué à Michèle Nahon, pour les sous-titres français[4]
- Oscars du cinéma 2014 : meilleure actrice pour Cate Blanchett
- Costume Designers Guild 2014 : meilleurs costumes pour un film contemporain
- Independent Spirit Awards 2014 : meilleure actrice pour Cate Blanchett
- Empire Awards 2014 : Meilleure actrice dans un second rôle pour Sally Hawkins

### Nominations et sélections
- Festival du cinéma américain de Deauville 2013 : hors compétition, sélection « Premières »
- British Independent Film Awards 2013 : meilleur film indépendant international
- Independent Spirit Awards 2013 : meilleur scénario pour Woody Allen
- Gotham Awards 2013 : meilleure actrice pour Cate Blanchett
- Washington D.C. Area Film Critics Association Awards 2013 : meilleur réalisateur pour Woody Allen

- British Academy Film Awards 2014 :
  - Meilleure actrice dans un second rôle pour Sally Hawkins
  - Meilleur scénario original pour Woody Allen
- Critics' Choice Movie Awards 2014 : meilleur scénario original pour Woody Allen
- Césars 2014 : meilleur film étranger
- Oscars du cinéma 2014 :
  - Meilleure actrice dans un second rôle pour Sally Hawkins
  - Meilleur scénario original pour Woody Allen
- Satellite Awards 2014 :
  - Meilleur film
  - Meilleur réalisateur pour Woody Allen
  - Meilleure actrice dans un second rôle pour Sally Hawkins
  - Meilleur scénario original pour Woody Allen

## Inspiration
La trame du film s'inspire de la pièce Un tramway nommé Désir de Tennessee Williams, adapté en film par Elia Kazan en 1951.
Le personnage Hal Francis rappelle Bernard Madoff.